# عثمان بازار
عثمان بازار ((بالفارسية: عثمان بازار) بالحروف اللاتينية ʿOsmān Bāzār) هي قرية في قسم بلان الريفي، في منطقة بولان التابعة لمقاطعة تشابهار في محافظة سيستان وبلوشستان في إيران. في تعداد عام 2006، كان عدد سكانها 341 نسمة في 77 عائلة.